# IMessage
iMessage – komunikator internetowy opracowany przez firmę Apple Inc., obsługiwany przez aplikację Wiadomości w iOS 5 lub nowszym oraz w OS X.

## Historia
iMessage został ogłoszony przez Scotta Forstalla podczas WWDC 2011 w dniu 6 czerwca 2011 roku. Aplikacja Wiadomości zaczęła obsługiwać iMessage 12 października 2011 roku, w dniu premiery nowej wersji systemu iOS. 
23 października 2012 roku Tim Cook, prezes Apple′a, poinformował, że użytkownicy iPhone′ów wysłali 300 miliardów wiadomości za pomocą iMessage, a w ciągu sekundy wysyłano 28 tysięcy wiadomości. W lutym 2016 roku Eddy Cue ogłosił, że liczba wysyłanych wiadomości na sekundę zwiększyła się do 200 tysięcy.